# Viktor Mihajlovics Arbekov
Viktor Mihajlovics Arbekov, oroszul: Виктор Михайлович Арбеков (Podolszk, 1942. március 8. – Moszkva, 2017. február 18.) világbajnok szovjet-orosz motokrossz-versenyző.

## Pályafutása
1959-ben 125 cm³ osztályban kezdte a pályafutását saját maga által készített motorral. 1963-ban indult 250 cm³-ben az orosz GP-n. 1964-ben bronzérmes lett a világbajnokságon a belga Joël Robert és a svéd Torsten Hallman mögött. 1965-ben világbajnoki címet szerzett ČZ krosszmotorral.

## Sikerei, díjai
- Világbajnokság – 250 cm³
  - aranyérmes: 1965
  - bronzérmes: 1964